# Dinapur Nizamat
Dinapur Nizamat (Hindi दिनापुर निज़ामत; auch Danapur) ist eine Stadt im indischen Bundesstaat Bihar.
Dinapur Nizamat ist ein nordwestlicher Vorort von Patna am Südufer des Ganges. Die Stadt gehört zum Distrikt Patna. Dinapur Nizamat ist eine Stadt vom Status eines Nagar Parishad mit 40 Wards. Beim Zensus 2011 betrug die Einwohnerzahl etwa 182.000.